# Krassói csata
A krassói csata a Krassó folyó jobb parti mocsaraiban zajlott le 1526. augusztus 24-én. Ezen a helyen Tomori Pál kalocsai érsek augusztus 20. és augusztus 26. között harcolt a török portyázók ellen. Ezen a napon az eddigi legnagyobb, több mint másfélszeres túlerőben levő csapatot verte szét Tomori. 

## Előzmények
1521. május 18-án I. (Kanuni=Törvényhozó) Szulejmán szultán hadat üzent II. (Jagelló) Lajos magyar és cseh királynak. A Magyar Királyság nem volt teljesen felkészülve a háborúra. A hatalmas Oszmán Birodalommal egy feudális anarchiába süllyedő magyar állam nézett szembe. Még 1521-ben, augusztus 29-én elesett Magyarország kulcsa, Nándorfehérvár, valamint több egyéb erősség is, mint például Szabács és Zimony. Ezzel hatalmas rés jött létre az első végvárvonalban. A déli végvidéket 1523-tól Tomori Pál kalocsai érsek védelmezte, főhadiszállását Péterváradon rendezte be. Alig két hónapon belül nagyjából megrendezte a végvárakat, és a védelmet. 1523 júniusában érkezik meg Péterváradra, és augusztusban már szétver egy portyázó török csapatot (amit Ferhás boszniai pasa vezetett). 1524-ben is több kisebb betörést sikerül meghiúsítani, majd 1525-ben még arra is van Tomorinak ereje, hogy egy kicsit átcsapjon a török oldalra (Szabács tartományában felprédálja Kolics városát). Emellett Jajcát felmenti, Klisszát pedig sikeresen megvédi kétszer (Jajca: 1522, 1525; Klissza: 1522, 1524), ezzel próbálva megakadályozni a török előrenyomulását. Azonban ezen kisebb győzelmek ellenére a török egyre jobban szélesítette a végvárvonalon húzódó rést ( 1522: Orsova, 1524: Szörény).

## 1526-os hadjárat
1526. április 23-án Szulejmán elindult főseregével Isztambulból. A magyarok mind Bakics Pál szerb despota, mind a havasalföldiek jelentései alapján tudták, hogy megindultak az oszmánok a Magyar Királyság ellen, de nem figyelnek rá. Inkább az április 24-i országgyűléssel vannak elfoglalva. Azonban ez a diéta (országgyűlés) sem az ország védelmével foglalkozik, hanem a főurak érdekeinek és a pártharcoknak a helyszíne. Van ott fegyveres katonaság bőven, de az csak arra van, hogy egyik nemes nekimenjen esetleg a másik nemesnek, ha kell. Csak az országgyűlés utolsó napján foglalkoznak a védelem kérdésével, és kutyafuttában ugyan sok mindent elfogadnak, de végrehajtani ebből már csak keveset tudnak. Tomori májusban, júniusban is küldi a sürgető és pénzt kérő leveleket a királynak, de nem kap választ. Emellett csak a pápa unszolására tartja meg érseki és egyéb címeit. Antonio Giovanni da Burgio pápai nuncius az egyetlen, aki valamennyi pénzzel megtámogatja Tomorit, aki még 200 huszárt is képes fogadni a pénzen.
Június 8-án a szultán eléri a magyar hadszínteret (Nándorfehérvárt, ma Belgrád). A királyi sereg ekkor még nem is gyülekezik. Az oszmán sereg ostrom alá veszi Péterváradot és Újlakot. A védők hősies kitartása ugyan egy-két héttel késlelteti az oszmán támadást, de megállítani nem tudja, Pétervárad július 27-én, Újlak augusztus 8-án esik el. A többi kisebb magyar vár/várszerűség hamar elesik, szinte lövés nélkül jutnak török kézre (pl.: Eszék). A szultán arra számít, hogy a Dráva jól védhető és mocsaras vonalát fogják a magyarok védeni, de nem így lett. Tomori kísérletet sem tett 2-3 ezer fős lovasságával a folyó megtartására, így a szultáni sereg könnyedén átkel a Dráván. A királyi sereg ekkor már Szekszárdon gyülekezik, augusztus 17-én pedig Bátára ér.

## A csata
Tomori még ekkor is sürgette a királyt, hogy legalább valamennyi erősítést küldjön, de a király nem küldött tartalékot. Tomori ekkor Perényi Péter koronaőrrel egyetemben a Drávához vonult, de az oszmán sereg ekkor már átkelt rajta, így a főkapitány és 6000 fős serege a Karassó patakhoz vonult, ahol a mocsaras területen egy megerődített tábort alakítottak ki. Augusztus 24-én aztán egy nagyobb, kb. 10000 fős oszmán portyázó sereg tört rájuk, amit Tomori és serege egy kisebb ütközetben szétvert és megfutamított. Tomori és a serege ki akarta használni a győzelem lehetőségeit, de a bátai haditanácson a király és a főemberek úgy határoztak, hogy Tomori is vonuljon vissza a fősereghez, így ezzel a győzelmet nem lehetett kihasználni.

## Végső konklúzió
Ez a győzelem kicsi a mohácsi tragédiához képest, és nem bizonyítja, hogy nagyobb felkészültség és összetartás esetén ki tudtunk volna tartani az oszmánokkal szemben, mert az Oszmán Birodalom az akkori világnak Kína után a második legerősebb hadseregét tartotta fegyverben. Emellett bizonyíték arra, hogy Tomori nem volt egy rossz hadvezér, csak nem állt elegendő pénz és ember a rendelkezésére ahhoz, hogy elképzeléseit megvalósítsa.